# T32重型坦克
T32重型坦克是一款由美国陆军于第二次世界大战末期设计制造的重型坦克，目的在于验证突破用重型坦克能否用中型坦克直接放大而成。它在M26潘兴中型坦克基础上增强了火力和装甲，并采用了T29重型坦克的一些零件，从1945年至1946年间共生产原型车四辆。T32错过了二战，但为美国重型坦克设计提供了宝贵的经验。

## 开发历史
1944年12月，M26潘兴中型坦克（当时称重型坦克）尚未投入欧洲战场，但美国陆军司令部已开始担心这款46吨级的坦克是否有足够的火力和装甲对付德国最重量级的坦克，如70吨的虎II型重型坦克和65吨的象式自行反坦克炮。与此同时，在M4中型坦克基础上加厚装甲的M4A3E2“巨无霸”突击坦克在1944年夏季的攻势中表现优秀，深受部队好评。因此，陆军司令部责成陆军军械部设计一款以M26坦克为基础的突击坦克，具有更厚的装甲和更强的火力。
军械部提出了两种方案。第一种仅仅加强了M26中型坦克的正面装甲和火炮，即T26E5坦克。第二种则是一款全新设计的坦克，尽可能采用M26的零部件以简化生产和后勤。后者的设计方案于1945年2月8日定型，代号T32重型坦克，3月批准生产。整个T32项目在当时拥有高优先度，4月中旬即完成了全尺寸模型验证。
T32整体结构以M26潘兴为基础，大幅加强了装甲。正面首上增厚至127毫米，炮盾厚达298毫米。为了弥补M26机动性不足的问题，T32安装了T29重型坦克使用的福特GAC V-12汽油发动机，输出功率770马力，比潘兴的福特GAF发动机提高了54%。主武器为一门73倍身径90毫米T15E2坦克炮，发射标准的T33穿甲弹时，可在2,600码的距离上击穿豹式戰車的正面装甲。由于火炮增重、身管加长，炮塔后部需焊接一块铁质配重，并扩大了炮塔的座圈直径。各种改进使坦克全重上升至54吨，为分担额外的重量，T32拉长了底盘，增加了一对负重轮，每侧共七个负重轮和六个托带轮。T32重型坦克和M26中型坦克有大量通用零部件，包括58厘米宽的T80E1履带。

## 生产运用
1946年1月15日，第一辆T32坦克原型车出厂，大幅领先于T29系列实验重型坦克的进度，但同样因二战结束而大幅放缓。至同年6月19日，全部两个批次四辆原型车生产完毕。前两辆派往阿伯丁试验场，第三辆派往诺克斯堡陆军装甲中心，而最后一辆留在底特律兵工厂供机械测试。

由于战后国防预算急剧削减，T32重型坦克未批准量产，所有原型车都被拆毁。尽管如此，T32重型坦克的开发为积累了大量技术经验，在发动机、传动装置、悬挂等方面为战后的M103重型坦克设计打下了基础。

## 衍生型号
- T32：前两辆原型车，首上装甲为铸造结构，带有車前機槍。
- T32E1：后两辆原型车，首上装甲改为焊接，并取消車前機槍以提高装甲强度。

## 使用國家
- 美国